# UFC on ESPN: Cannonier vs. Gastelum
UFC on ESPN: Cannonier vs. Gastelum  (conosciuto anche come UFC on ESPN 29, oppure UFC Vegas 34) è stato un evento di arti marziali miste tenuto dalla Ultimate Fighting Championship il 21 agosto 2021 all'UFC APEX di Las Vegas, negli Stati Uniti.

## Risultati
|                  | Divisione               |                       |                 |                   | Metodo                                      | Round           | Tempo           | Premio          |
| Card Principale  | Card Principale         | Card Principale       | Card Principale | Card Principale   | Card Principale                             | Card Principale | Card Principale | Card Principale |
| ---------------- | ----------------------- | --------------------- | --------------- | ----------------- | ------------------------------------------- | --------------- | --------------- | --------------- |
|                  | Pesi medi               | Jared Cannonier       | batte           | Kelvin Gastelum   | Decisione unanime (48–47, 48–47, 48–47)     | 5               | 5:00            |                 |
|                  | Pesi leggeri            | Mark Madsen           | batte           | Clay Guida        | Decisione non unanime (29–28, 28–29, 30–27) | 3               | 5:00            |                 |
|                  | Pesi massimi            | Parker Porter         | batte           | Chase Sherman     | Decisione unanime (30–27, 30–27, 29–28)     | 3               | 5:00            |                 |
|                  | Catchweight (138.5 lbs) | Saidyokub Kakhramonov | batte           | Trevin Jones      | Sottomissione tecnica (guillotine choke)    | 3               | 4:39            |                 |
|                  | Pesi leggeri            | Vinc Pichel           | batte           | Austin Hubbard    | Decisione unanime 30–27, 30–27, 30–27)      | 3               | 5:00            |                 |
|                  | Pesi mosca              | Alexandre Pantoja     | batte           | Brandon Royval    | Sottomissione (rear-naked choke)            | 2               | 1:46            | POTN            |
| Card Preliminare |                         |                       |                 |                   |                                             |                 |                 |                 |
|                  | Pesi piuma              | Austin Lingo          | batte           | Luis Saldaña      | Decisione unanime (29–28, 29–28, 29–28)     | 3               | 5:00            |                 |
|                  | Pesi gallo              | Brian Kelleher        | batte           | Domingo Pilarte   | Decisione unanime (30–27, 30–27, 30–27)     | 3               | 5:00            |                 |
|                  | Pesi gallo femminili    | Josiane Nunes         | batte           | Bea Malecki       | KO (pugno)                                  | 1               | 4:54            | POTN            |
|                  | Pesi mediomassimi       | William Knight        | batte           | Fabio Cherant     | KO (pugni)                                  | 1               | 4:54            | POTN            |
|                  | Pesi leggeri            | Ignacio Bahamondes    | batte           | Roosevelt Roberts | KO (spinning wheel kick)                    | 3               | 4:55            | POTN            |
|                  | Pesi welter             | Ramiz Brahimaj        | batte           | Sasha Palatnikov  | Sottomissione tecnica (rear-naked choke)    | 1               | 2:33            |                 |

## Premi
I lottatori premiati ricevettero un bonus di 50.000 dollari.
Legenda:
- FOTN: Fight of the Night (vengono premiati entrambi gli atleti per il miglior incontro dell'evento)
- POTN: Performance of the Night (viene premiato il vincitore per la migliore performance dell'evento)